# Eugert Zhupa
Eugert Zhupa (Rrogozhinë, 4 april 1990) is een voormalig Albanees wielrenner die reed voor onder meer Wilier Triestina-Selle Italia.

## Loopbaan
Zhupa begon zijn wielercarrière bij Bottoli Nordelettrica Ramonda. In 2009, 2011 en 2012 won hij zowel op de weg als in de tijdrit het Albanees kampioenschap. In 2013 kwam hij drie maanden uit voor het Deense Christina Watches-Onfone. Ook was hij in 2013 eindwinnaar in de Ronde van Albanië. Zijn ploeg Southeast liet hem starten in de Ronde van Italië 2015, waardoor hij de eerste Albanees werd die de Ronde van Italië reed. Een jaar later nam hij wederom deel aan de Giro, zijn beste prestatie was plek 22 in de derde etappe. 

## Overwinningen
2009
Albanees kampioen op de weg, Elite
 Albanees kampioen tijdrijden, Elite
2011
 Albanees kampioen op de weg, Elite
 Albanees kampioen tijdrijden, Elite
2012
 Albanees kampioen op de weg, Elite
 Albanees kampioen tijdrijden, Elite
2013
Eindklassement Ronde van Albanië
2015
 Albanees kampioen tijdrijden, Elite
2016
 Albanees kampioen tijdrijden, Elite
 Albanees kampioen op de weg, Elite
Balkan Elite Road Classics
2018
 Albanees kampioen tijdrijden, Elite
2019
5e etappe Ronde van Albanië

## Resultaten in voornaamste wedstrijden
| Jaar | Ronde van Italië | Ronde van Frankrijk | Ronde van Spanje |
| ---- | ---------------- | ------------------- | ---------------- |
| 2015 | 157e             |                     |                  |
| 2016 | 130e             |                     |                  |
| 2017 | 140e             |                     |                  |
| 2018 | 148e             |                     |                  |

| Jaar | Gent-Wevelgem | Ronde van Vlaanderen | Ronde van Lombardije | E3 Harelbeke |  | WK op de weg |
| ---- | ------------- | -------------------- | -------------------- | ------------ |  | ------------ |
| 2015 | 23e           |                      |                      | opgave       |  |              |
| 2016 |               |                      | opgave               | opgave       |  |              |
| 2017 |               | 50e                  |                      |              |  | opgave       |
| 2018 |               |                      |                      |              |  |              |

## Ploegen
- 2013 –  Christina Watches-Onfone (tot 31-3)
- 2015 –  Southeast[1]
- 2016 –  Wilier Triestina-Southeast[2]
- 2017 –  Wilier Triestina-Selle Italia
- 2018 –  Wilier Triestina-Selle Italia
- 2019 –  EvoPro Racing

Andriato · Belletti · Bertazzo · Busato · Carretero · Cecchinel · Conti · Dal Col · Favilli · Fedi · Finetto · Fonzi · Gavazzi · Gil · Mareczko · Monsalve · Petacchi · Ponzi · Tedeschi · Wackermann · Zhupa · Amezqueta (stagiair) · Rodríguez (stagiair)
Amezqueta · Andriato · Belletti · Bertazzo · Busato · Conti · Dal Col · Draperi · Ducournau · Fedi · Fonzi · Gil · Godoy · Mareczko · Martínez · Pozzato · Rodríguez · Sanz · Tedeschi · Trosino · Zhupa · Cañaveral (stagiair) · Errazkin (stagiair) · Raileanu (stagiair)
Amezqueta · Andriato · Belletti · Bertazzo · Busato · Cecchin · Draperi · Ducournau · Fedi · Flórez · Fonzi · Godoy · Kasjavy · Mareczko · Martínez · Mosca · Pozzato · Rodríguez · Trosino · Turrin · Zhupa · Colonna (stagiair) · Marcelli (stagiair) · Raggio (stagiair)
Bertazzo · Bevilacqua · Busato · Coledan · Flórez · Fonzi · Kasjavy · Mareczko · Mosca · Pacioni · Pozzato · Raggio · Rosa · Turrin · Velasco · Zardini · Zhupa